# Azio Corghi
Azio Corghi (Cirié, 9 maart 1937 – Guidizzolo, 17 november 2022) was een Italiaanse componist, academische leraar en musicoloog. Hij componeerde vooral opera's en kamermuziek. Zijn opera's zijn vaak gebaseerd op literatuur, vooral in samenwerking met schrijver José Saramago. Zijn eerste opera, Gargantua, ging in première in het Teatro Regio in Turijn in 1984. Zijn tweede opera, Blimunda, werd voor het eerst opgevoerd in La Scala in Milaan in het seizoen 1989/90. Zijn derde opera, Divara - aqua e sangue, ging in 1993 in première in het Theater Münster. Hij onderwees compositie aan onder andere de Accademia Nazionale di Santa Cecilia in Rome. In 2005 ontving hij de Orde van Verdienste van de Italiaanse Republiek.
Corghi was getrouwd met Magda Bodrito. Het echtpaar kreeg twee kinderen. Ze woonden vanaf 1973 in Guidizzolo.
Corghi stierf op 17 november 2022, op 85-jarige leeftijd.